# Kryptonim Nina
Kryptonim Nina (org. Point of no Return) – amerykański film sensacyjny z 1993 roku, będący remakiem francuskiego filmu „Nikita” z 1990 roku

## Treść
Młoda narkomanka Maggie, uczestnicząc w napadzie na aptekę, jako jedyna pozostaje przy życiu. W zamian za uwolnienie od kary śmierci, wywiad proponuje jej pracę specjalnej agentki. Nie mając wyboru, dziewczyna zgadza się.

## Obsada
- Bridget Fonda – Maggie
- Dermot Mulroney – J.P.
- Miguel Ferrer – Kaufman
- Olivia d’Abo – Angela
- Lorraine Toussaint – Beth
- Ray Oriel – Burt
- Gabriel Byrne – Bob
- Michael Rapaport – Wielki Stan
- Harvey Keitel – Victor the Cleaner
- Anne Bancroft – Amanda
- Jodie Markell – Studentka